# Ebrahim Al Mishkhas
Ebrahim Al Mishkhas (7 luglio 1980) è un calciatore bahreinita, difensore dell'Al-Muharraq.

## Carriera

### Club
Ha giocato nel campionato di casa, qatariota e kuwaitiano.

### Nazionale
Con la maglia della Nazionale ha collezionato 34 presenze.